# Zetterbergsvägen

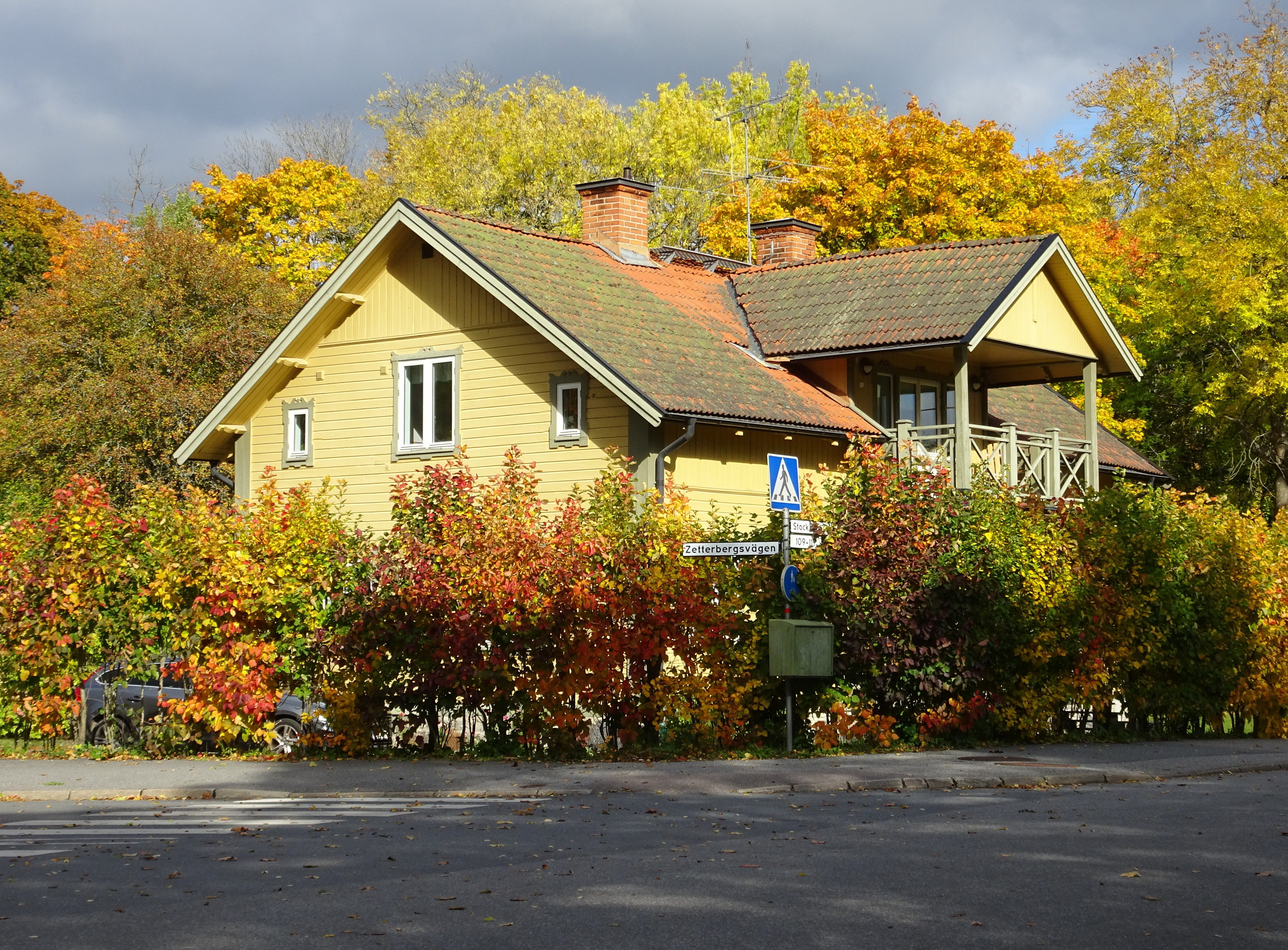
Villa Nynäs hörnet Zetterbergsvägen / Stockholmsvägen, september 2021.

Zetterbergsvägen är en gata i kommundelen Näset i Lidingö kommun. Vägen sträcker sig idag från Stockholmsvägen mot norr till Norra Kungsvägen men gick ursprungligen ända fram till Sticklinge gård.

## Historik

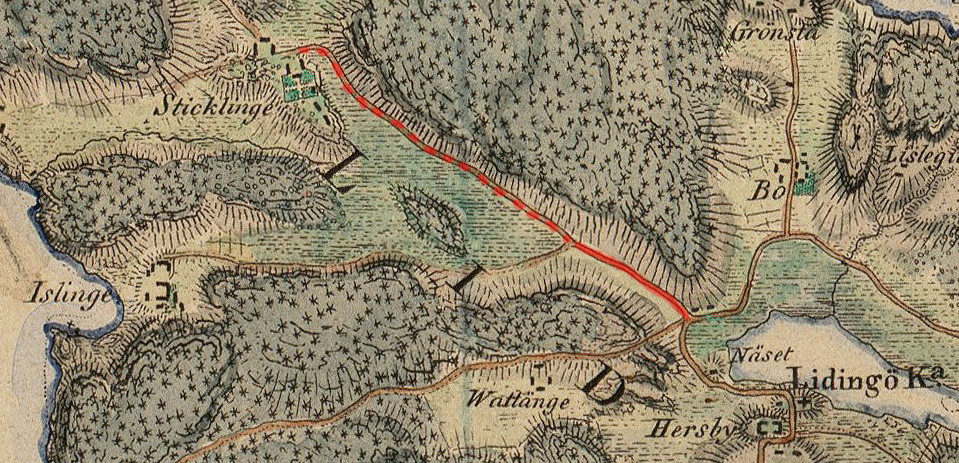
Sticklinge gårds landsväg, 1817.

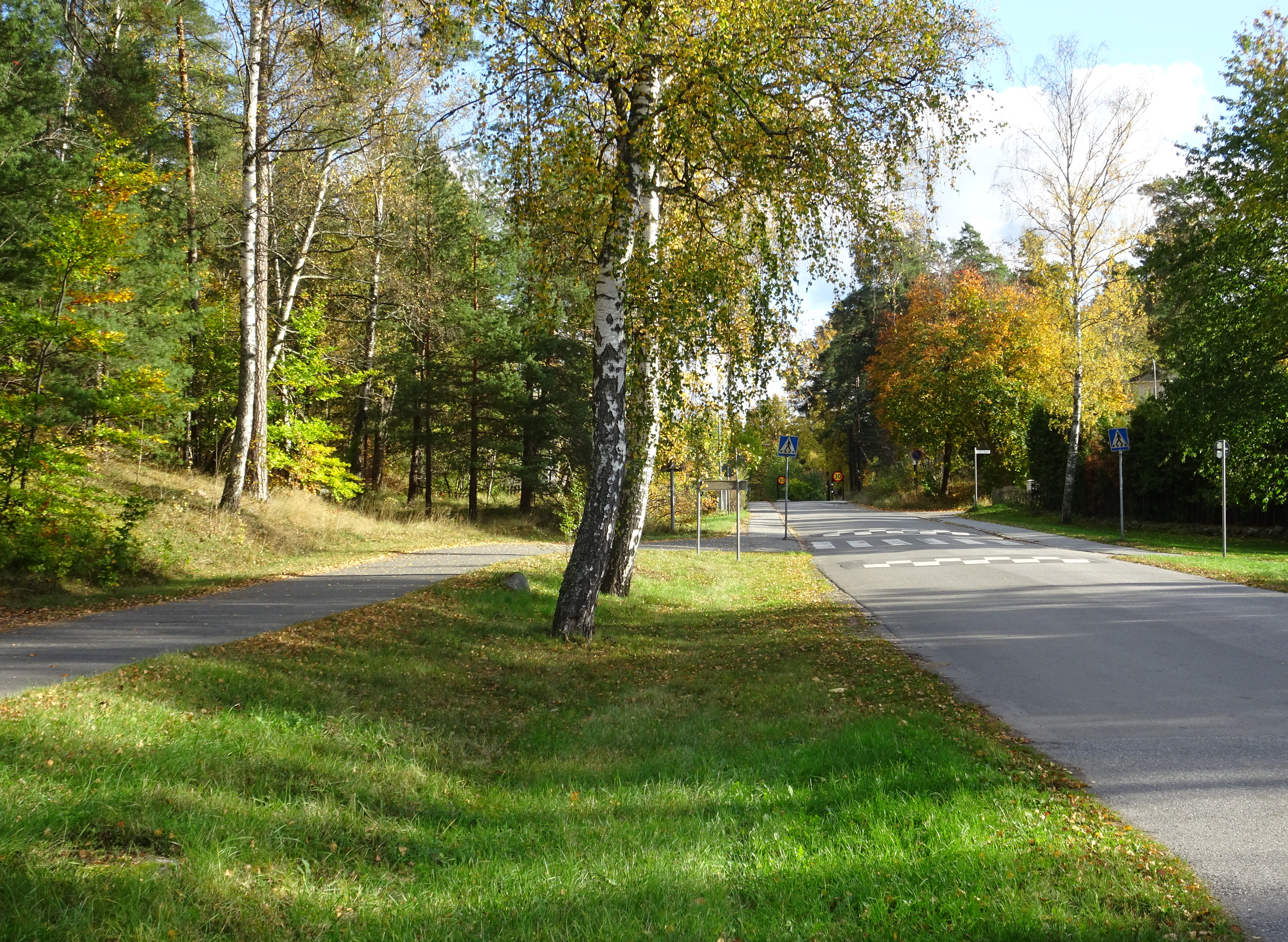
Zetterbergsvägen vy söderut, 2021.

Zetterbergsvägen är uppkallad efter Johan August Zetterberg och dennes son Harald Zetterberg, Sticklinge gårds ägare. Vägen är en sista rest efter en av Lidingöns huvudvägar som gick mellan Sticklinge gård och dåvarande Lidingö sockencentrum vilket fram till början av 1900-talet låg vid Kyrkvikens innersta del. Här strålade landsvägen från Stockholm samman med landsvägar från bland annat gårdarna Sticklinge, Bo, Elfvik, Gåshaga, Hersby och Ekholmsnäs. 
I nära omgivningen fanns Lidingö kyrka, sockenstugan, klockargården, olika skolhus och fattigstuga. Redan på 1700-talet låg Näsets krog i anslutning till sockencentrum. År 1879 öppnade i nuvarande hörnet Zetterbergsvägen / Stockholmsvägen öns förmodligen första handelsbod i Villa Nynäs.
Idag slutar Zetterbergsvägen i norr vid Norra Kungsvägen. Därefter kan man följa den historiska landsvägen, numera en promenadväg, i dalgången mellan Näset och Islinge som ägs av Lidingö golfklubb. På en oljemålning av N.G. Dahlbom från omkring 1860 syns vägen med två ryttare och Sticklinge gård i bakgrunden. Här korsar idag Lidingöloppet med den beryktade 150 meter långa ”Karins Backe”. Flyttblocket som syns på Dahlboms målning finns fortfarande kvar.

## Landsvägen mot Sticklinge då och nu
| Landsvägen med Sticklinge gård i fonden enligt N.G. Dahlboms målning från 1860-talet och sedd från samma plats i oktober 2021. Lägg märke till flyttblocket till höger som syns på båda bilder. |  | Landsvägen med Sticklinge gård i fonden enligt N.G. Dahlboms målning från 1860-talet och sedd från samma plats i oktober 2021. Lägg märke till flyttblocket till höger som syns på båda bilder. |
| Landsvägen med Sticklinge gård i fonden enligt N.G. Dahlboms målning från 1860-talet och sedd från samma plats i oktober 2021. Lägg märke till flyttblocket till höger som syns på båda bilder. |  | |

## Andra historiska landsvägar på Lidingön
- Ekholmsnäsvägen
- Elfviksvägen
- Stockholmsvägen